# Arnold Thill
Arnold Thill (* 4. April 1914 in Scharmbeck, Kreis Osterholz; † 8. Oktober 2001 in Bremen) war ein deutscher Politiker (SPD). Er war Mitglied der Bremischen Bürgerschaft und Ortsamtsleiter des Bremer Stadtteils Burglesum.

## Biografie

### Familie, Ausbildung und Beruf
Thill war der Sohn eines Zigarrenmachers. 1918 zog die Familie nach Burgdamm. Hier besuchte er die Mittelschule und absolvierte eine kaufmännische Lehre. 1931 trat er in die SPD ein. Er war von 1931 bis Anfang 1933 als Gemeindeschreiber der preußischen Gemeinde Burgdamm tätig. Die Nationalsozialisten entließen den Sozialdemokrat aus dem Amt. Ab 1933 war er im Bereich des Kaffee- und Holzhandels tätig.
Thill war mit Margarete Thill (1911–1980) verheiratet. Beide sind auf dem Friedhof Bremen-Lesum beerdigt worden. 

### SPD-Bürgerschaftsabgeordneter
Thill war nach 1945 wieder Mitglied der SPD in einem SPD-Ortsverein von dem inzwischen bremischen Stadtteil Burglesum. Von 1953 bis 1960 war er Fraktionssekretär der SPD-Bürgerschaftsfraktion. Sein Nachfolger in dieser Funktion war Willy Schelter.
Er war von 1955 bis 1967 für die SPD 12 Jahre lang Mitglied der Bremischen Bürgerschaft und in verschiedenen Deputationen und Ausschüssen der Bürgerschaft tätig, u. a. im Haushalts- und Finanzausschuss. Da er Ortsamtsleiter bleiben wollte, konnte er ab 1967 wegen der dann geltenden Regelung der Unvereinbarkeit von Amt und Bürgerschaftsmandat nicht wieder zum Mitglied der Bürgerschaft gewählt werden.

### Beiratssprecher und Ortsamtsleiter
Thill war von 1950 bis 1960 Mitglied und Sprecher des Beirats von Burglesum. Von 1960 bis 1979 war er 19 Jahre lang Ortsamtsleiter von Burglesum. Ihm folgte Klaus Dieter Kück in diesem Amt. Thill wohnte während seiner Dienstzeit sowie bis 1999 im ehemaligen Lesumer Schulmeisterhaus am Alten Schulhof, das 1999 der Heimatverein Lesum erworben hatte und als Heimathaus betreibt. Um 1960 bemüht sich Thill darum, dass die Bundesbahn unterhalb der Villa Marßel an der Bahnstrecke von Bremen nach Bremerhaven einen Eisenbahn-Haltepunkt einrichten solle. In seine Amtszeit erfolgte der Bau der Siedlung Marßeler Feld mit 2300 Geschosswohnungen und 300 Einfamilienhäusern und 1971 der Bau des Lesumsperrwerks. Burglesums Einwohnerzahl stieg von 26.693 Einwohnern (1960) um rund 9.000 Einwohner auf 35.306 Einwohner (1975).

### Weitere Mitgliedschaften
- Mitglied und zeitweise Zweiter Vorsitzender des Heimat- und Verschönerungsvereins Bremen - Lesum.
- Mitglied und Mitarbeit in der Arbeiterwohlfahrt (AWO).